# Clearwater River (Blackfoot River)
Der Clearwater River ist ein etwa 65 km langer rechter Nebenfluss des Blackfoot River im US-Bundesstaat Montana.

## Flusslauf
Der Clearwater River hat seinen Ursprung in dem 1461 m hoch gelegenen Bergsee Clearwater Lake in den Rocky Mountains. Östlich des Sees erhebt sich die Swan Range mit dem Ptarmigan Mountain (2631 m). Der Fluss fließt in überwiegend südsüdöstlicher Richtung durch das Bergland. Der Montana Highway 83 folgt dem Flusslauf. Der Clearwater River durchfließt mehrere kleinere Seen: Rainy Lake, Lake Alva, Lake Inez, Seeley Lake und Salmon Lake. Er fließt westlich an der Ortschaft Seeley Lake vorbei. Am Ostufer des Salmon Lake befindet sich der Salmon Lake State Park. Das Einzugsgebiet des Clearwater River befindet sich größtenteils innerhalb des Lolo National Forest. Der Clearwater River mündet schließlich in den Blackfoot River.

## Hydrologie
Das Einzugsgebiet des Clearwater River umfasst 1013 km². Der mittlere Abfluss beträgt 7,7 km oberhalb der Mündung 7,9 m³/s. Die höchsten monatlichen Abflüsse treten im Mai mit im Mittel 28,6 m³/s auf.